# ألان ويتني
ألان ويتني (بالإنجليزية: Alan Whitney)‏ هو راكب الكنو أمريكي، ولد في 23 أكتوبر 1946.

## وصلات خارجية
- ألان ويتني على موقع أوليمبيديا (الإنجليزية)